# René Bougnol
René Bougnol, född 7 januari 1911 i Montpellier, död 20 juni 1956 i Montpellier, var en fransk fäktare.
Bougnol blev olympisk guldmedaljör i florett vid sommarspelen 1948 i London och vid sommarspelen 1932 i Los Angeles.